# 圣埃梅拉姆修道院
圣埃梅拉姆修道院（德語：Kloster Sankt Emmeram），又称图恩与塔克西斯宫（Schloss Thurn und Taxis）、圣埃梅拉姆宫以及圣埃梅拉姆圣殿，是一座本笃会修道院，成立于大约739年，位于德国南部巴伐利亚的雷根斯堡，兴建在法兰克主教圣埃梅拉姆的坟墓之上。

## 历史
圣埃梅拉姆修道院成立于大约739年，当时雷根斯堡主教兼任院长。975年，沃尔夫冈主教放弃了院长的位置，并使修院独立于教区，他是最早这样做的德国主教之一，此后这种做法得到推广。
1295年，拿骚的阿道夫授予该修道院以帝国修道院（reichsunmittelbar）的独立地位，直属于神圣罗马帝国皇帝。
1731年，院长获得帝国选帝侯身份（Reichsfürsten），随后聘请阿桑兄弟将曾被多次烧坏和修缮的修道院教堂改建为宏伟的巴洛克建筑。
1803年，圣埃梅拉姆隐修院和帝国自由城市雷根斯堡，雷根斯堡主教辖区，以及其他两个帝国修道院（雷根斯堡下明斯特修道院和Obermünster），失去了以前独立地位，新成立雷根斯堡总主教辖区。1810年巴黎条约签订以后，整个雷根斯堡总主教辖区归属巴伐利亚王国。
1812年，修院建筑被授予图恩与塔克西斯，圣埃梅拉姆隐修院也被改为其府邸，称为图恩与塔克西斯宫（Schloss Thurn und Taxis），有时也称为圣埃梅拉姆宫（Schloss Sankt Emmeram）。

## 圣埃梅拉姆圣殿

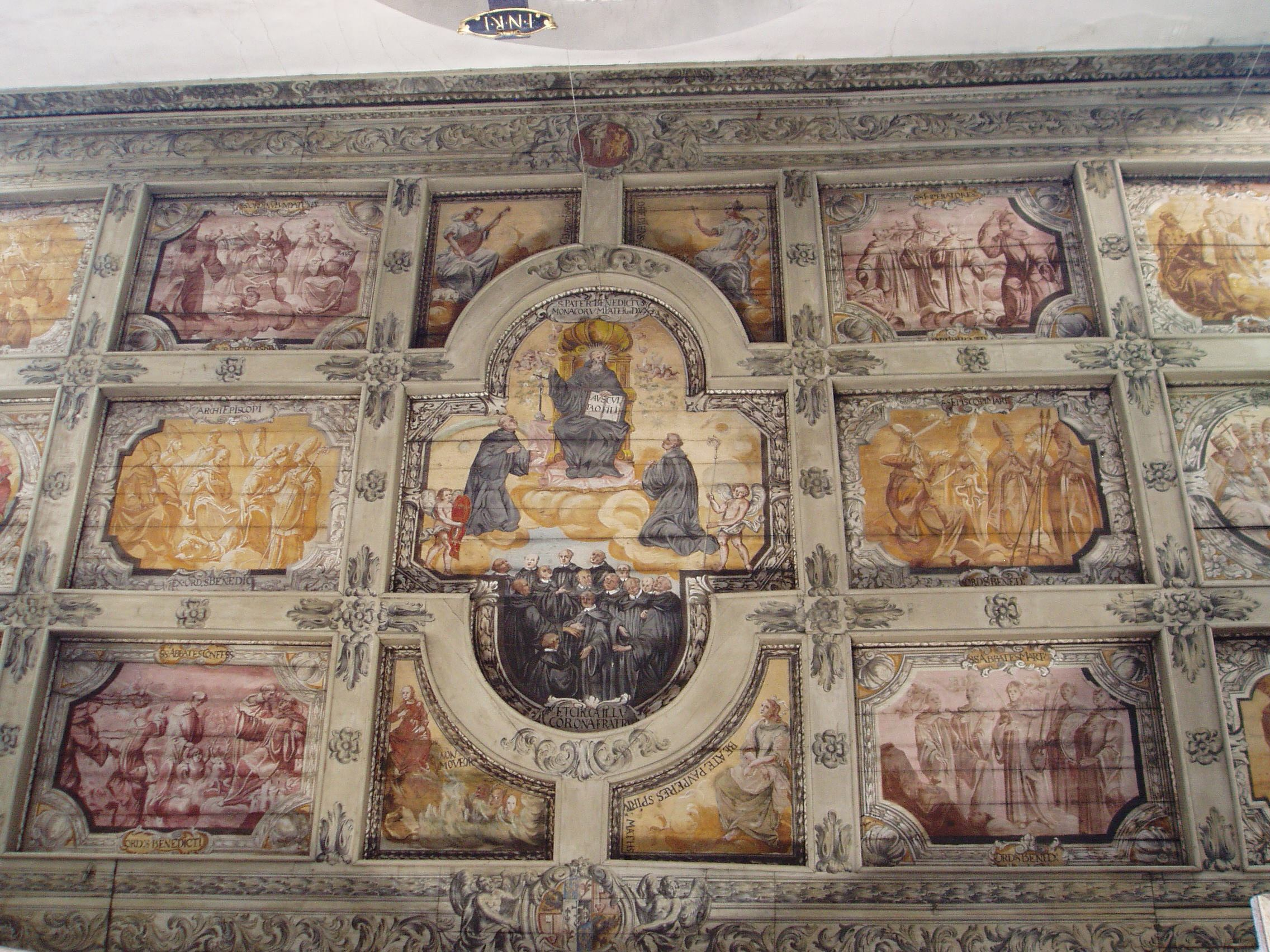
彩绘木制天花板，描绘圣本笃

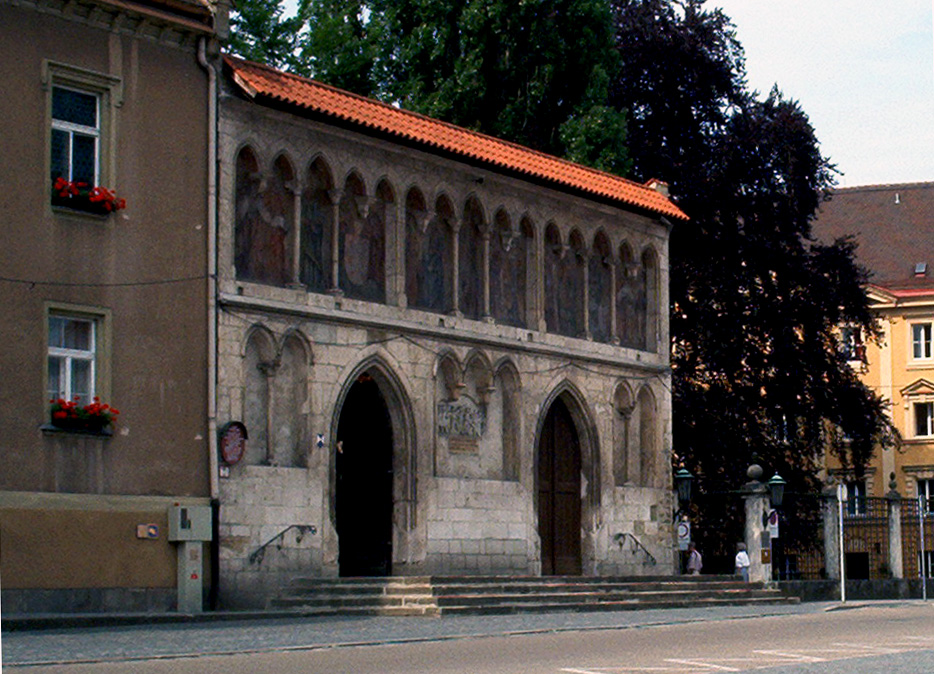
圣埃梅拉姆修道院

修院教堂成为了一个本堂区圣堂。1964年2月18日，教宗保禄六世授予其宗座圣殿地位。这是一座罗曼式建筑，有三个走道，三个唱经楼和一个西耳堂。它最初建于8世纪下半叶，此后曾多次被毁和重建。